# Divisione No. 12 (Alberta)
La Divisione No. 12 è una divisione censuaria dell'Alberta, Canada di 59.990 abitanti, che ha come centro maggiore Cold Lake.

## Comunità
- City
  - Cold Lake

- Town
  - Bonnyville
  - Elk Point
  - Lac la Biche (unita nel 2007 alla Contea di Lac La Biche)
  - Smoky Lake
  - St. Paul

- Villaggi
  - Glendon
  - Plamondon
  - Vilna
  - Waskatenau

- Frazioni
  - Ardmore
  - Ashmont
  - Fort Kent
  - Frog Lake
  - Goodfish Lake
  - Gurneyville
  - Kikino
  - Saddle Lake
  - Warspite

- Distretti Municipali
  - Bonnyville No. 87

- Municipalità di contea
  - Contea di Lac La Biche
  - Contea di Smoky Lake
  - Contea di St. Paul No. 19

- Riserve
  - Beaver Lake 131
  - Cold Lake 149  (A e B)
  - Heart Lake 167
  - Kehiwin 123
  - Puskiakiwenin 122
  - Saddle Lake 125
  - Unipouheos 121
  - White Fish Lake 128